# Campeonato Mato-Grossense 1977
In 1977 werd het 35ste Campeonato Mato-Grossense gespeeld voor voetbalclubs uit de Braziliaanse staat Mato Grosso. De competitie werd georganiseerd door de FMF en werd gespeeld van 6 maart tot 17 augustus. Er werden twee toernooien georganiseerd, omdat Operário Campo Grande beide won was er geen finale om de titel nodig. 

## Eerste toernooi
| Plaats | Club                      | Wed. | W  | G | V  | Saldo | Ptn. |
| ------ | ------------------------- | ---- | -- | - | -- | ----- | ---- |
| 1.     | Operário Campo Grande     | 16   | 11 | 4 | 1  | 37:14 | 26   |
| 2.     | Comercial                 | 16   | 7  | 8 | 1  | 30:14 | 22   |
| 3.     | Mixto                     | 16   | 8  | 3 | 5  | 18:11 | 19   |
| 4.     | Dom Bosco                 | 16   | 8  | 3 | 5  | 27:24 | 19   |
| 5.     | Industriária              | 16   | 4  | 6 | 6  | 22:21 | 14   |
| 6.     | Operário Várzea-Grandense | 16   | 4  | 5 | 7  | 16:25 | 13   |
| 7.     | União                     | 16   | 4  | 4 | 8  | 14:21 | 12   |
| 8.     | Cáceres                   | 16   | 4  | 4 | 8  | 11:30 | 12   |
| 9.     | Palmeiras                 | 16   | 1  | 5 | 10 | 16:35 | 7    |

|  | Geplaatst voor finale              |
|  | Uitgeschakeld voor tweede toernooi |

## Tweede toernooi
| Plaats | Club                      | Wed. | W | G | V | Saldo | Ptn. |
| ------ | ------------------------- | ---- | - | - | - | ----- | ---- |
| 1.     | Operário Campo Grande     | 10   | 7 | 2 | 1 | 17:6  | 18   |
| 2.     | Comercial                 | 10   | 5 | 3 | 2 | 12:6  | 13   |
| 3.     | Dom Bosco                 | 10   | 2 | 6 | 2 | 13:12 | 10   |
| 4.     | Mixto                     | 10   | 3 | 3 | 4 | 10:15 | 9    |
| 5.     | Operário Várzea-Grandense | 10   | 3 | 2 | 5 | 11:14 | 8    |
| 6.     | Industriária              | 10   | 1 | 2 | 7 | 9:19  | 4    |

|  | Geplaatst voor finale |

## Kampioen
| Campeonato Mato-Grossense de 1977         |
| Mato-Grosso                               |
| ----------------------------------------- |
| OPERÁRIO CAMPO GRANDE Kampioen (3° titel) |